# Linger longer
Linger longer är ett kortspel där det gäller för spelarna att vinna stick för att kunna hålla sig kvar i spelet så länge som möjligt, vilket också avspeglas i spelets namn, som är engelskt och ordagrant betyder ”leva kvar längre”. Spelet kan även kallas siste man på skansen, men observera att det namnet också används om ett helt annat kortspel, se Siste man på skansen.
Spelarna får i given fyra eller fler kort var; antalet kort som delas ut står i omvänd proportion till antalet deltagare. Resterande kort bildar en talong. En trumffärg utses, vilket kan göras genom att låta talongens översta kort bestämma denna eller på annat sätt.
Den som har vunnit ett stick tar upp ett kort från talongen och spelar ut på nytt. Allteftersom spelarna blir utan kort på handen får de lämna spelet, och spelets vinnare är den som är kvar till sist.
Ett mycket snarlikt kortspel är leva längst. Detta spel skiljer sig från linger longer huvudsakligen genom att ha strängare regler för vilka kort som får spelas i sticken.